# Antanas Valionis

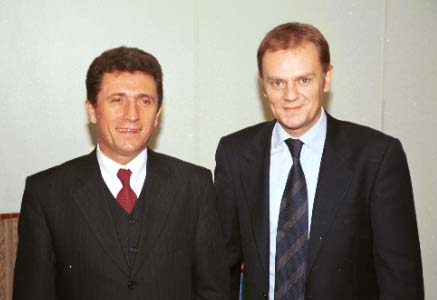
Antanas Valionis i Donald Tusk, 14 listopada 2000, Warszawa

Antanas Valionis (ur. 21 września 1950 w Zabieliškis w rejonie kiejdańskim) – litewski dyplomata, polityk i politolog, minister spraw zagranicznych Litwy w latach 2000–2006.

## Życiorys
W 1974 ukończył studia na wydziale mechaniki Kowieńskiego Instytutu Politechnicznego ze specjalnością inżynier mechanik. W latach 1990–1994 był słuchaczem studium doktoranckiego na Wydziale Dziennikarstwa i Nauk Politycznych Uniwersytetu Warszawskiego. W 1994 uzyskał stopień doktora nauk humanistycznych w zakresie nauk o polityce na podstawie rozprawy poświęconej transformacji ustroju politycznego Litwy w latach 1988–1993.
W latach 1974–1976 pracował na stanowisku mistrza w dziale sprężarek w kowieńskim kombinacie mięsnym. W latach 1976–1980 pełnił funkcję kierownika działu sprężarek kombinatu mięsnego w Taurogach.
Od 1980 był etatowym pracownikiem Komunistycznej Partii Litwy. W latach 1980–1985 pełnił funkcję inspektora wydziału przemysłu i transportu komitetu rejonowego KPL w Taurogach, a od 1985 do 1990 inspektora wydziału rolnictwa i przemysłu spożywczego Komitetu Centralnego Komunistycznej Partii Litwy. W 1990 pełnił obowiązki naczelnika wydziału planowania i współpracy z zagranicą w departamencie przemysłu spożywczego resortu rolnictwa.
Był członkiem kolejno: KPZR, Komunistycznej Partii Litwy i Litewskiej Demokratycznej Partii Pracy. Od 2002 należał do Nowego Związku, w 2004 został jego wiceprzewodniczącym.
W latach 1994–2000 sprawował urząd ambasadora Litwy w Polsce. Od 1996 do 2000 był ambasadorem Litwy w Rumunii i Bułgarii. 9 listopada 2000 został powołany na stanowisko ministra spraw zagranicznych w rządzie Rolandasa Paksasa. Zachował stanowisko w dwóch kolejnych gabinetach kierowanych przez Algirdasa Brazauskasa (2001–2006). W latach 2001–2002 pełnił funkcję przewodniczącego Komitetu Ministrów Rady Europy. W 2004 został wybrany do Sejmu jako kandydat koalicji Litewskiej Partii Socjaldemokratycznej i Nowego Związku.
W styczniu 2005 tygodnik „Atgimimas” ujawnił, że polityk został oficerem rezerwy KGB. Według tygodnika został on przeniesiony do rezerwy KGB po odbyciu obowiązkowej służby wojskowej w 1981, zaś rok później uczestniczył w szkoleniach organizowanych przez KGB. Antanas Valionis nie zaprzeczył tym informacjom.
W 2008 zrezygnował ze startu w wyborach parlamentarnych. 20 listopada 2008 objął stanowisko ambasadora Litwy na Łotwie. 31 maja 2011 w związku ze skandalem dyplomatycznym z jego udziałem podał się do dymisji. Pozostał w MSZ na stanowisku ambasadora do specjalnych poruczeń.
Odznaczony Krzyżem Komandorskim z Gwiazdą Orderu Zasługi Rzeczypospolitej Polskiej (1997).